# Asnières-lès-Dijon
Asnières-lès-Dijon este o comună în departamentul Côte-d'Or, Franța. În 2009 avea o populație de 1,224 de locuitori.

## Evoluția populației
| An        | 1975 | 1982 | 1990 | 1999 | 2006  | 2009  |
| --------- | ---- | ---- | ---- | ---- | ----- | ----- |
| Populație | 750  | 753  | 829  | 798  | 1,125 | 1,224 |